# Helina naranensis
Helina naranensis este o specie de muște din genul Helina, familia Muscidae, descrisă de Shinonaga în anul 2007.
Este endemică în Pakistan. Conform Catalogue of Life specia Helina naranensis nu are subspecii cunoscute.